# أصل تحليق الطيور

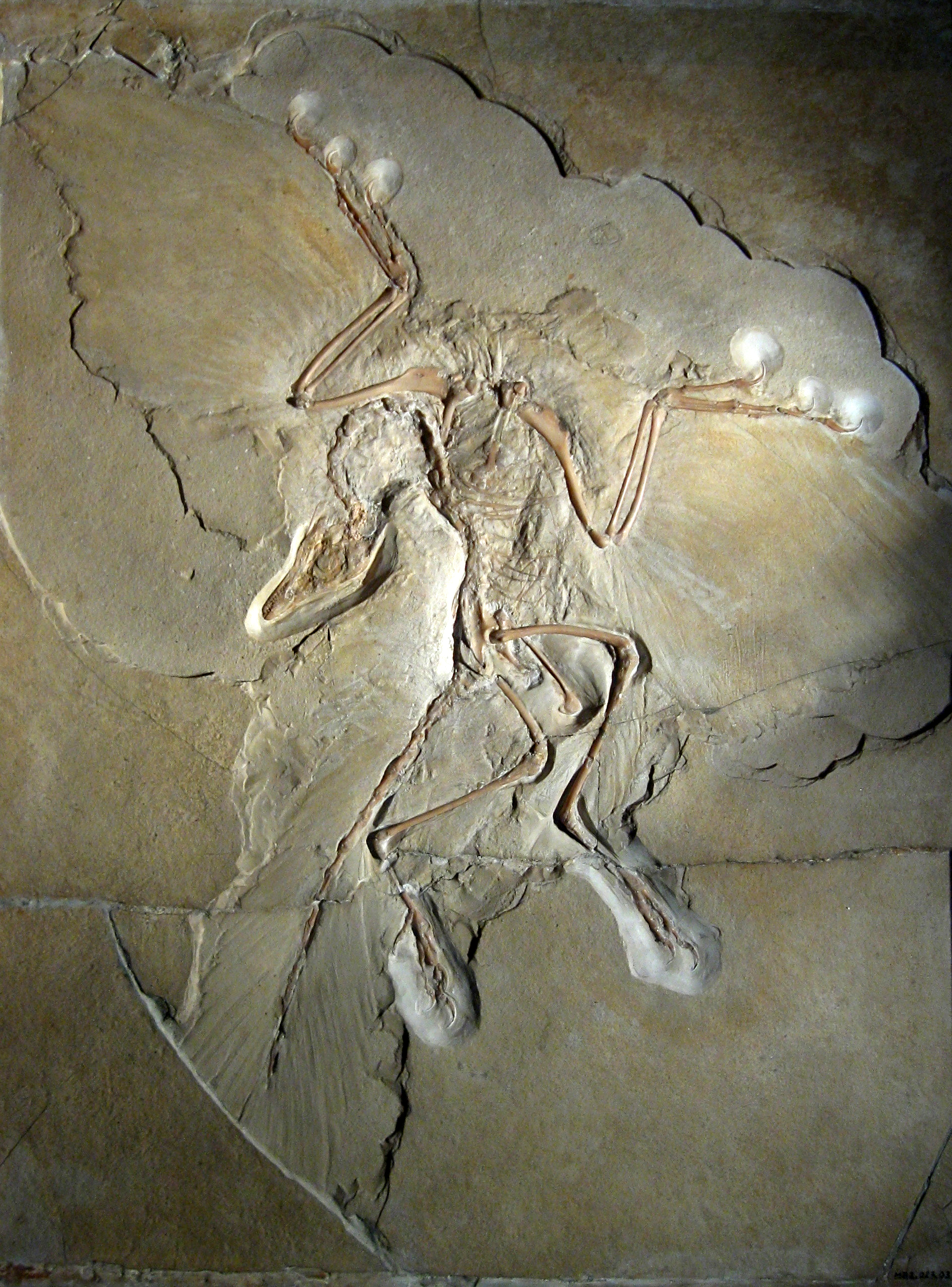
طائر أركيوبتركس برلين وهو أحد أقدم الطيور المعروفة في التاريخ.

عام 350 قبل الميلاد، حاول أرسطو وبعض فلاسفة ذلك الوقت، الوقوف على تفسير الديناميكا الهوائية لآلية تحليق الطيور. وحتى بعد اكتشاف الطائر السلالي أركيوبتركس، منذ 150 عامًا، لا تزال المناقشات قائمة فيما يتعلق بتطور الطيران. ويوجد حاليًا ثلاث نماذج متعلقة بآلية تحليق الطيور: فرضية التحليق الانقضاضي، وفرضية العدو السريع، والفرضية الشجرية. أركيوبتركس هو أقدم الأسلاف المعروفة للطيور الحديثة، ويمكن أن يوفر حلولاً لأصل تحليق الطيور.

## خصائص الطيران
حتى تقوم الطيور بالطيران، يجب أن تعمل أربع قوى فيزيائية في الوقت نفسه، وهي (الدفع، والسحب، والارتفاع والوزن). يجب توفر خصائص فيزيائية معينة حتى تحقق الطيور التوازن بين هذه القوى. وتساعد الأجنحة المتناظرة، والتي توجد في جميع الطيور المحلقة باستثناء الطيور الطنانة، في إنتاج قوى الدفع والارتفاع. يولّد أي كائن متحرك يتحرك عملية السحب نظرًا لقوى الاحتكاك. يمكن لديناميكية جسم الطائر الهوائية الحد من السحب، ولكن عند التوقف أو الإبطاء يستخدم الطائر ذيله وقدمه لزيادة السحب. كما أن الوزن هو العقبة الكبرى التي يجب على الطيور التغلب عليها لتتمكن من الطيران. وقد تطورت عملية التقليل من الوزن لدى الطيور المحلقة من خلال خصائص متعددة. تتميز العظام المضغوطة بأنها مجوفة أو ممتلئة بالأكياس الهوائية، التي تقلل الوزن. كما يقلل فقدان الأسنان، وتضخم الغدد التناسلية، واندماج العظام من الوزن. إذ تم استبدال الأسنان من خلال منقار خفيف الوزن يتكون من مادة الكيراتين، وتحدث عملية المضغ في أمعاء الطيور. ومن الخصائص الفيزيائية الأخرى اللازمة للطيران الفخذ لربط عضلات الطيران، وتضخيم المخيخ لتنسيق الحركة الدقيقة، وعظم الترقوة الذي يعزز من استعداد الهيكل العظمي لتحمل ضغوط الطيران.

## النظريات

### فرضية التحليق الانقضاضي
كان أول من اقترح فرضية التحليق الانقضاضي لأول مرة جارنر (Garner)، وتايلور (Taylor)، وتوماس (Thomas) في عام 1999:

نفترض أن الطيور قد تطورت من فصيل الحيوانات المفترسة والتي كانت متخصصة في التربص أماكن مرتفعة، باستخدام مخالب أطرافهم الخلفية الجارحة في الهجوم الانقضاضي. اعتمادًا على السحب، ثم الارتفاع بعد ذلك، تطورت الآليات حسب الانتقاء للتحكم المتطور في وضع الجسم والتحرك أثناء الجزء الهوائي من الهجوم. أدى تحديد الارتفاع المُتطور والمعتمد على التحكم إلى تعزيز معاملات الارتفاع، الأمر الذي أدى إلى تحويل عملية الاقتناص إلى هجوم حينما تزيد طاقة الارتفاع. ويؤدي تحديد معدل هجوم أكبر إلى الوصول إلى أصل الطيران الحقيقي.

يعتقد الباحثون أن هذه النظرية بها أربع مزايا أساسية:
- أنها تنبأت بالتسلسل الملحوظ في اكتساب الصفات المميزة في تطور الطيران.
- أنها تتوقع أن أركيوبتركس هو كائن كالحيوان، يتميز بهيكل عظمي أكثر أو أقل تشابهًا بالهيكل العظمي للطيور الأرضية ذوات الأقدام، مع بعض الطفرات التكيفية قليلة اللازمة للرفرفة، ولكنها تتمتع بريش غير متماثل متطور جدًا ذي ديناميكية هوائية.
- أنها تفسر أن الطيور المنقضة البدائية (ربما تكون مثل الجوارح الصغيرة) يمكنها التعايش مع الكثير من الطيور الأكثر تطورًا (مثل الكونفوشيوسورنيس أو سابيرنيس) حيث لا يوجد تنافس على أماكن التحليق.
- أنها تفسر أن تطور الفقاريات ذات الريش قد بدأ بأشكال بسيطة أثرت بشكل ملحوظ من خلال زيادة السحب. وفيما بعد، قد بدأت أشكال ريش أكثر دقة في تحقيق الارتفاع.

### نموذج العدو السريع
اقترح نموذج «العدو السريع» في الأساس صامويل ويستون في عام 1879. وتنص هذه النظرية على أن «الطيران تطور أولاً من العدو على القدمين ثم عبر سلسلة من القفزات القصيرة». وكلما زاد طول القفزة، تم استخدام الجناحين ليس فقط لتوليد قوة الدفع، بل لتحقيق التوازن كذلك، وبمرور الوقت انتهت مرحلة الانزلاق المتوسطة. ومع ذلك، تم تعديل هذه النظرية بواسطة جون أوستروم (John Ostrom) لتوضيح استخدام الجناحين كآلية لصيد الحشرات، ثم تطور بعد ذلك إلى ضربات الأجنحة. وتم إجراء أبحاث مختلفة بمقارنة كمية الطاقة المستهلكة في طريقة الصيد المتبعة مع كمية الطعام التي يتم تجميعها. ووُجد أن كمية الصيد المحتملة تتضاعف بالعدو أو القفز. فلجمع كمية الطعام نفسها، يستهلك أركيوبتركس طاقة أقل من خلال العدو والقفز معًا لا الجري وحده. ومن ثَمّ، يكون معدل منافع التكلفة أكثر تناسبًا في هذا النموذج. ونظرًا لساق أركيوبتركس الطويلة المستقيمة، يقول داعمو هذا النموذج أن هذا النوع كان طائرًا أرضيًا. ومنحها هذه الصفة المميزة المزيد من القوة والثبات في الأطراف الخلفية. تولّد قوة الدفع المتولدة عبر الجناحين إلى جانب الدفع الذي ينتجه الساقين أقل سرعة مطلوبة لتحقيق الطيران. ومن هنا، تمكّن أركيوبتريكس، عبر هذه الآليات، من الطيران من المستوى الأرضي لأعلى.
وبالرغم من وضوح الدليل الذي ينصر هذا النموذج بصورة كبيرة، إلا أن الدليل الذي يدحضه دليلٌ جوهري. فعلى سبيل المثال، يكون نموذج الطيران بالعدو السريع أكثر توفيرًا للطاقة عند مقارنته بالفرضيات الأخرى البديلة. ولبدء الإقلاع، يقوم أركيوبتركس بالعدو السريع بصورة تفوق الطيور الحديثة، عبر عامل ثلاثي، نظرًا لوزنه. وعلاوةً على ذلك، تقف كثافة أركيوبتركس في مقابل المسافة المطلوبة لتحقيق أقل سرعة لازمة للحصول على سرعة إقلاع نسبية، ومن ثَمّ، كلما ازدادت الكثافة، ازدادت الطاقة المطلوبة للإقلاع أضعافًا مضاعفة. وقد أظهرت الأبحاث أن الأنشطة الفيزيائية التي يشتمل عليها الطيران بالعدو السريع لا تجعله يقدم إجابة منطقية لأصل آلية تحليق الطيور. وبمجرد الحصول على السرعة اللازمة للطيران، وانطلاق أركيوبتركس في الهواء، قد يتسبب السحب في انخفاض السرعة فورًا. بالإضافة إلى ذلك، لا يتحقق التوازن نظرًا لهذا الانخفاض المفاجئ في السرعة. ومن هنا، يكون طيران أركيوبتركس قصيرًا للغاية وغير كفء. وعلى عكس نظرية أوستروم المتعلقة بالطيران كآلية صيد، لا تدعم الفيزياء هذا النموذج مرة أخرى. فلمحاصرة الحشرات بكفاءة باستخدام الجناحين، يجب على أركيوبتركس تنفيذ آلية تسمح بتكوين فتحات في الجناحين للحد من مقاومة الهواء. وبدون هذه الآلية، فلن يكون معدل منافع التكلفة قابلاً للتنفيذ.

### العدو المنحدر باستخدام الجناح
كانت فرضية العدو المنحدر باستخدام الجناح (WAIR)، وهي نسخة أخرى من «نموذج العدو السريع» لتطور آلية تحلق الطيور؛ والتي تنص على أن أجنحة الطيور تنشأ من طفرات في الأطراف الأمامية التي تقدم بدورها قوة سفلية، تمكّن الطيور غير الطائرة من العدو السريع أعلى المنحدرات الحادة للغاية كجذوع الأشجار مثلاً، قد نشأت من ملاحظة أفراخ الشنار الصغيرة، وتفترض أنّ الأجنحة قد طورت وظيفتها الهوائية كنتيجة للحاجة إلى العدو بسرعة لأعلى المنحدرات الحادة للغاية كجذوع الأشجار مثلاً، للهرب من الحيوانات المفترسة. وجديرٌ بالملاحظة أن سيناريو الطيور هذا بحاجة إلى وجود قوة سفلية لزيادة قبضة أقدامها. ولكن افتقدت الطيور القديمة، التي تتضمن أركيوبتركس، آلية الكتف التي تستخدمها الطيور الحديثة لتوليد ضربات علوية قوية وسريعة؛ ونظرًا لأن القوة السفلية التي تستند إليها فرضية العدو المنحدر باستخدام الجناح تولدها الضربات العلوية، يبدو أن الطيور القديمة لم تتمكن من العدو المنحدر باستخدام الجناح.

### النموذج الشجري
وقد تم اقتراح هذا النموذج في الأصل عام 1880 من قبل عالم الإحاثة الأمريكي أوثنييل تشارلز مارش. إذ تنص النظرية على أن أركيوبتركس كان طائرًا زاحفًا يقفز من شجرة إلى أخرى. فبعد أن يقفز أركيوبتركس، يستخدم عندئذٍ جناحيه لتوليد آلية التوازن. ووفقًا لهذا النموذج، طوّر أركيوبتركس طريقة انزلاق للحفاظ على طاقته. وبالرغم من أن أركيوبتركس الشجري يبذل طاقة لتسلق الأشجار، إلا أن أركيوبتركس الشجري يتمكن كذلك من تحقيق مستويات عالية من السرعة وينطلق لمسافات كبيرة للغاية أثناء مرحلة الانزلاق، وهو الأمر الذي يحافظ به على طاقته في العدو السريع وليس كونه طائرًا ذا قدمين يطير بالعدو السريع. ويجعل الحفاظ على الطاقة أثناء مرحلة الانزلاق من هذا النموذج نموذجًا أكثر حفاظًا على الطاقة. لذا، تفوق المنافع التي يحققها الانزلاق الطاقة التي يستهلكها الطائر في تسلق الأشجار. وهو نموذج سلوكي حديث يمكن مقارنته في مقابل نموذج السنجاب الطائر.
وقد اقترح الباحثون الذين يدعمون هذا النموذج أن أركيوبتركس امتلك وظائف هيكلية عظمية شبيهة بتلك التي تتمتع بها الطيور الحديثة. ومن أهم الوظائف الجديرة بالملاحظة هي التشابه المفترض بين قدم أركيوبتركس وأقدام طيور المجاثم الحديثة. ولفترة طويلة، كان من المعتقد أن إبهام القدم، أو الإصبع الأول المتطور للقدم، يشير إلى الخلف عن الأصابع الباقية، كما هو الحال في طيور المجاثم. لذا، لخّص الباحثون، في وقتٍ ما، أن أركيوبتركس استخدم إبهام القدم كآلية للتوازن على سيقان الأشجار. ومع ذلك، أظهرت دراسة لنوع أركيوبتركس الموجود في ثيرموبوليس، والذي يتميز بالقدم الأكثر اكتمالاً المعروفة في هذا النوع، أن إبهام القدم لم يكن معكوسًا في الحقيقة، بحيث يحد من إمكانية هذا المخلوق للجثوم على فروع الأشجار، الأمر الذي يشير إلى أسلوب حياة الطيور الأرضية أو المتسلقة لجذوع الأشجار.
ومن وظائف الهيكل العظمي الأخرى التي تتشابه فيها طيور أركيوبتركس والطيور الحديثة هي انحناء المخالب. فقد تميزت مخالب أركيوبتركس القدمية بالانحناء نفسه الذي تتميز به طيور المجاثم. ومع ذلك، تشابه انحناء مخالب يد أركيوبتركس مع مخالب يد الطيور الأساسية. واستنادًا إلى المقارنات التي عُقدت بين الطيور الحديثة وأركيوبتركس، اكتشف وجود صفات مميزة لطيور المجاثم، الأمر الذي يشير إلى استقرارها على الأشجار. وقد كان من المعتقد في البداية أن إمكانية الإقلاع والطيران تتطلب وجود جهاز سحب العضلة فوق الناتئ الغرابي (SC). يتكون هذا النظام من وتر يربط بين عظم العضد والناتئ الغربي للكتيف، بحيث يسمح بدوران عظم العضد أثناء الضربات العلوية. ومع ذلك، لا يوجد مثل هذا الجهاز في أركيوبتركس. واستنادًا إلى التجارب التي أجراها م . سي (M. Sy) عام 1936،  كان من الواضح أنه لم يكن الأمر يتطلب وجود جهاز سحب العضلة فوق الناتئ الغرابي للطيران من موقع مرتفع، إلا أنه كان ضروريًا للإقلاع بالعدو السريع.